# Чичир
Чичир (рум. Cicir) — село у повіті Арад в Румунії. Входить до складу комуни Владіміреску.
Село розташоване на відстані 407 км на північний захід від Бухареста, 12 км на схід від Арада, 47 км на північний схід від Тімішоари.

## Населення
За даними перепису населення 2002 року у селі проживали 924 особи, з них 920 осіб (99,6%) румунів. Рідною мовою 922 особи (99,8%) назвали румунську.